# Unbeflecktes Herz Mariä (Neuheilenbach)
Die Kirche Unbeflecktes Herz Mariä ist die römisch-katholische Filialkirche von Neuheilenbach im Eifelkreis Bitburg-Prüm in Rheinland-Pfalz. Die Kirche gehört zur Pfarrei Neidenbach in der Pfarreiengemeinschaft Kyllburg im Bistum Trier.

## Geschichte
Von 1964 bis 1966 wurde in Neuheilenbach erstmals eine Kirche gebaut, ein Saalbau von 20 × 12 Metern mit Chorturm. Architekt war Herbert Hermann (1928–2010). Die Kirche ist dem Unbefleckten Herz Mariä geweiht.

## Ausstattung
Die Kirche ist mit einer einfachen Holzdecke versehen. Mittelgang und Altarraum sind mit braunem Marmor ausgelegt. Über dem Altar ist eine Anbetungsgruppe von zwei Engeln angebracht, die aus der Pfarrkirche Neidenbach stammt. Vorne im Kirchenschiff stehen Figuren der Muttergottes mit dem Jesuskind (links) und der heiligen Barbara von Nikomedien (rechts).